# Tebenna bjerkandrella
Tebenna bjerkandrella is een vlinder uit de familie glittermotten (Choreutidae). De wetenschappelijke naam is voor het eerst geldig gepubliceerd in 1784 door Thunberg.
De soort komt voor in Europa.